# Élections législatives néerlandaises de 2012
Les élections législatives néerlandaises de 2012 (en néerlandais : Tweede Kamerverkiezingen 2012) se tiennent le 12 septembre, dans le but d'élire les 150 représentants de la trente-sixième législature de la Seconde Chambre des États généraux.
Ce scrutin anticipé voit une nouvelle victoire du Parti populaire pour la liberté et la démocratie (VVD) du Premier ministre sortant, Mark Rutte. Conforté avec un meilleur score qu'en 2010, il forme un gouvernement avec le Parti travailliste (PvdA) de Diederik Samsom, qui progresse également lors du scrutin. Les élections législatives de 2012 sont les dernières à se tenir sous le règne de la reine Beatrix, qui abdique l'année suivant en faveur de son fils Guillaume-Alexandre.

## Contexte

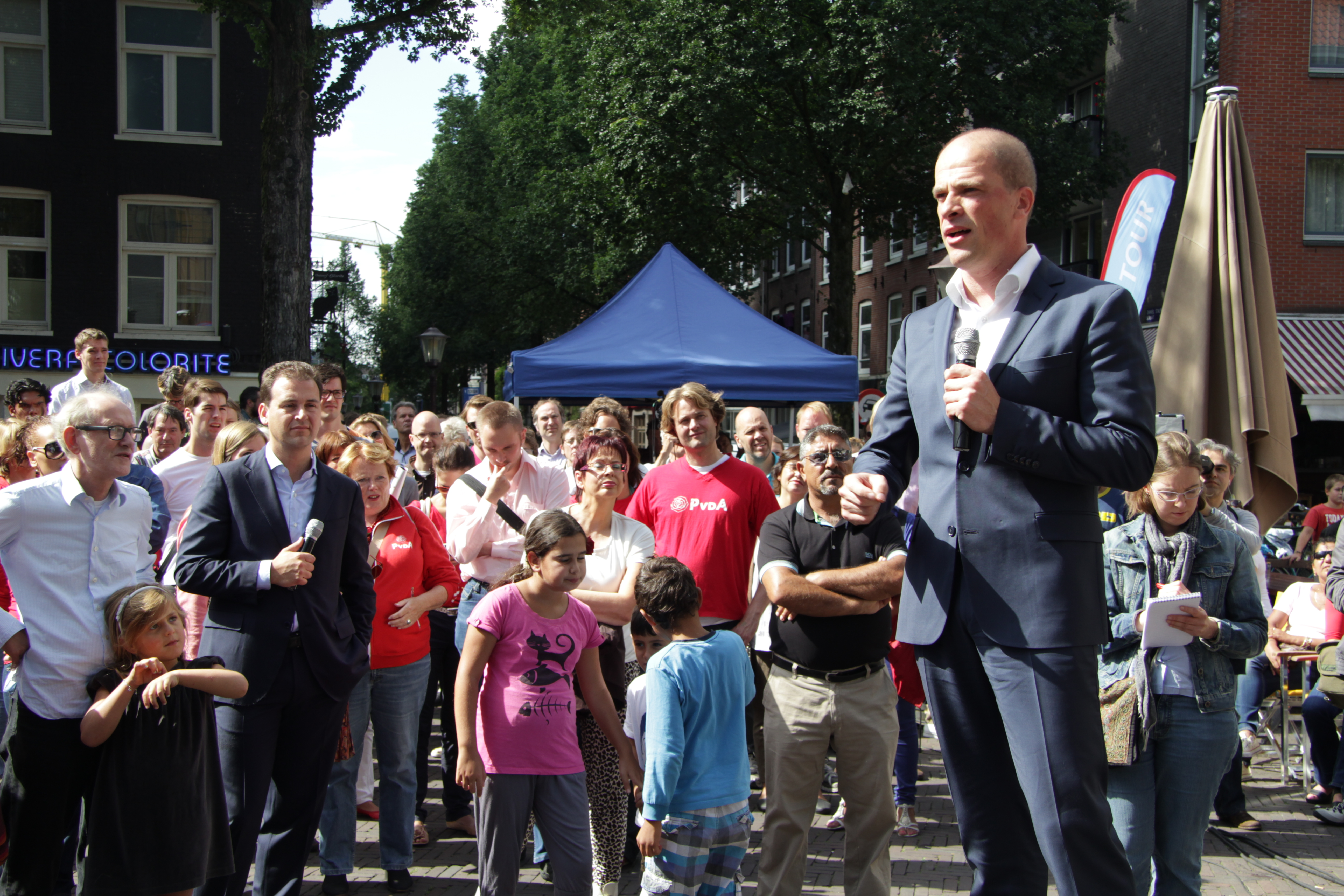
Samsom en campagne, ici le 1 septembre 2012 dans les rues d'Amsterdam. Lodewijk Asscher au deuxième plan.

Aux élections législatives anticipées du 9 juin 2010, le Parti populaire pour la liberté et la démocratie (VVD) arrive en tête, pour la première fois depuis sa création, en 1948. Après des négociations, longues de quatre mois, il avait formé un gouvernement minoritaire avec l'Appel chrétien-démocrate (CDA), passé à la quatrième place lors de ce scrutin, disposant du soutien du Parti pour la liberté (PVV), désormais troisième force parlementaire. Mark Rutte est alors devenu Premier ministre. Ses mesures d'austérité avaient miné la popularité du gouvernement, mais des résultats économiques étaient visibles.
En février 2012, le chef politique et président du groupe parlementaire du Parti travailliste (PvdA), Job Cohen, se retire de la vie politique, devant les mauvais sondages pour sa formation. Il est remplacé, un mois plus tard, par Diederik Samsom. Cohen est suivi en juin suivant par Maxime Verhagen, chef de file de l'Appel chrétien-démocrate (CDA) et vice-Premier ministre des Pays-Bas, qui laisse sa place de chef de parti à Sybrand van Haersma Buma.
Dès le mois d'avril 2012, Mark Rutte échoue à mettre en place un nouveau plan de rigueur budgétaire, face à l'opposition du PVV, sans qui il ne peut gouverner. Il remet donc sa démission à la reine Beatrix, qui convoque de nouvelles élections. Toutefois, le 26 avril, les deux partis du gouvernement (appuyés par les Démocrates 66, la Gauche verte et l'Union chrétienne) s'accordent pour faire voter, avant les législatives anticipées, les mesures de rigueur budgétaire proposées, d'un montant de 12,4 milliards d'euros.

## Campagne

### Principaux partis et têtes de liste
| Formation | Formation                                                                                | Idéologie                                                 | Chef de file                            | Résultats en 2010                |
| --------- | ---------------------------------------------------------------------------------------- | --------------------------------------------------------- | --------------------------------------- | -------------------------------- |
|           | Parti populaire pour la liberté et la démocratie Volkspartij voor Vrijheid en Democratie | Centre droit Libéralisme, libéral-conservatisme           | Mark Rutte (Premier ministre)           | 20,5 % des voix 31 représentants |
|           | Parti travailliste Partij van de Arbeid                                                  | Centre gauche Social-démocratie, progressisme, europhilie | Diederik Samsom (représentant)          | 19,6 % des voix 30 représentants |
|           | Parti pour la liberté Partij voor de Vrijheid                                            | Extrême droite Nationalisme, euroscepticisme, populisme   | Geert Wilders (représentant)            | 15,4 % des voix 24 représentants |
|           | Appel chrétien-démocrate Christen-Democratisch Appèl                                     | Centre droit Démocratie chrétienne, conservatisme         | Sybrand van Haersma Buma (représentant) | 13,6 % des voix 21 représentants |
|           | Parti socialiste Socialistische Partij                                                   | Gauche Socialisme démocratique, euroscepticisme           | Emile Roemer (représentant)             | 9,8 % des voix 15 représentants  |
|           | Démocrates 66 Democraten 66                                                              | Centre Social-libéralisme, fédéralisme européen           | Alexander Pechtold (représentant)       | 6,9 % des voix 10 représentants  |
|           | Gauche verte GroenLinks                                                                  | Gauche Écologie politique                                 | Jolande Sap (représentante)             | 6,7 % des voix 10 représentants  |

### Sondages
| Date            | Institut de sondage | VVD         | PvdA        | PVV         | CDA         | SP          | D66         | GL         | CU        | SGP       | PvdD      | 50+       |
| --------------- | ------------------- | ----------- | ----------- | ----------- | ----------- | ----------- | ----------- | ---------- | --------- | --------- | --------- | --------- |
| 9 juin 2010     | Dernière élection   | 20,4 % (31) | 19,6 % (30) | 15,5 % (24) | 13,7 % (21) | 9,9 % (15)  | 6,9 % (10)  | 6,6 % (10) | 3,3 % (5) | 1,7 % (2) | 1,3 % (2) | 0 % (0)   |
| 22 mars 2012    | Ipsos Neth.         | 22,1 % (34) | 16,8 % (26) | 13,9 % (21) | 9,4 % (14)  | 16,8 % (26) | 7,7 % (11)  | 4,5 % (7)  | 3,3 % (5) | 1,5 % (2) | 2,4 % (4) | 1,1 % (1) |
| 5 avril 2012    | Ipsos Neth.         | 23,6 % (36) | 17,1 % (26) | 13,3 % (20) | 8,8 % (13)  | 16,3 % (25) | 8,7 % (13)  | 4,1 % (6)  | 3,2 % (5) | 1,4 % (2) | 2,0 % (3) | 0,8 % (1) |
| 19 avril 2012   | Ipsos Neth.         | 24,0 % (37) | 17,3 % (27) | 12,0 % (18) | 8,2 % (12)  | 17,0 % (26) | 8,8 % (13)  | 3,5 % (5)  | 3,3 % (5) | 1,6 % (2) | 3,1 % (4) | 0,8 % (1) |
| 27 avril 2012   | Ipsos Neth.         | 22,4 % (34) | 16,5 % (25) | 12,1 % (18) | 8,4 % (13)  | 17,2 % (26) | 10,6 % (16) | 3,3 % (5)  | 4,0 % (6) | 1,7 % (2) | 2,2 % (3) | 0,8 % (1) |
| 5 mai 2012      | Ipsos Neth.         | 22,9 % (35) | 14,7 % (23) | 11,4 % (17) | 9,0 % (14)  | 18,5 % (28) | 10,1 % (15) | 4,1 % (6)  | 3,6 % (5) | 1,4 % (2) | 2,9 % (4) | 0,8 % (1) |
| 12 mai 2012     | Ipsos Neth.         | 21,4 % (33) | 14,5 % (22) | 12,7 % (19) | 10,3 % (16) | 18,5 % (28) | 9,9 % (15)  | 3,8 % (5)  | 3,9 % (6) | 1,3 % (2) | 2,5 % (3) | 0,8 % (0) |
| 18 mai 2012     | Ipsos Neth.         | 20,1 % (31) | 16,0 % (24) | 13,8 % (21) | 10,7 % (16) | 17,3 % (27) | 9,8 % (15)  | 3,8 % (5)  | 3,4 % (5) | 1,4 % (2) | 2,5 % (3) | 0,7 % (0) |
| 25 mai 2012     | Ipsos Neth.         | 19,8 % (30) | 16,2 % (25) | 13,4 % (20) | 10,3 % (16) | 17,5 % (27) | 10,3 % (16) | 3,8 % (5)  | 3,7 % (5) | 1,4 % (2) | 2,3 % (3) | 0,8 % (1) |
| 2 juin 2012     | Ipsos Neth.         | 21,0 % (32) | 15,3 % (24) | 14,1 % (22) | 9,4 % (14)  | 17,6 % (27) | 9,7 % (15)  | 3,7 % (5)  | 3,4 % (5) | 1,6 % (2) | 2,3 % (3) | 0,8 % (1) |
| 15 juin 2012    | Ipsos Neth.         | 22,3 % (34) | 15,5 % (24) | 15,3 % (23) | 8,0 % (12)  | 16,6 % (25) | 9,6 % (15)  | 3,3 % (5)  | 4,0 % (6) | 1,4 % (2) | 2,1 % (3) | 0,7 % (1) |
| 29 juin 2012    | Ipsos Neth.         | 20,8 % (32) | 15,1 % (23) | 13,1 % (20) | 9,4 % (14)  | 18,3 % (28) | 9,3 % (14)  | 3,2 % (5)  | 4,5 % (7) | 2,1 % (3) | 2,3 % (3) | 0,9 % (1) |
| 6 juillet 2012  | Ipsos Neth.         | 23,0 % (35) | 16,0 % (25) | 11,9 % (18) | 9,4 % (14)  | 18,8 % (29) | 8,7 % (13)  | 2,7 % (4)  | 3,9 % (6) | 1,6 % (2) | 2,4 % (3) | 0,8 % (1) |
| 13 juillet 2012 | Ipsos Neth.         | 23,3 % (36) | 14,7 % (23) | 12,4 % (19) | 10,5 % (16) | 17,8 % (27) | 8,3 % (13)  | 3,6 % (5)  | 3,6 % (5) | 1,6 % (2) | 2,3 % (3) | 0,8 % (1) |
| 27 juillet 2012 | Ipsos Neth.         | 22,2 % (35) | 14,9 % (23) | 11,9 % (18) | 9,5 % (15)  | 18,8 % (29) | 9,4 % (14)  | 3,1 % (4)  | 4,5 % (6) | 1,5 % (2) | 1,9 % (3) | 1,2 % (1) |
| 10 août 2012    | Ipsos Neth.         | 21,0 % (32) | 14,3 % (22) | 12,6 % (19) | 9,6 % (15)  | 19,8 % (31) | 10,2 % (15) | 2,6 % (4)  | 4,2 % (6) | 1,4 % (2) | 2,5 % (3) | 1,2 % (1) |
| 17 août 2012    | Ipsos Neth.         | 22,7 % (35) | 14,9 % (23) | 11,9 % (18) | 9,0 % (14)  | 18,4 % (29) | 9,5 % (14)  | 2,7 % (4)  | 3,4 % (5) | 2,0 % (3) | 2,5 % (3) | 1,4 % (2) |
| 24 août 2012    | Ipsos Neth.         | 22,1 % (34) | 14,0 % (22) | 12,4 % (19) | 9,3 % (14)  | 19,8 % (30) | 9,5 % (14)  | 3,4 % (5)  | 3,9 % (6) | 1,6 % (2) | 2,0 % (3) | 1,1 % (1) |
| 31 août 2012    | Ipsos Neth.         | 22,1 % (34) | 16,6 % (26) | 13,2 % (20) | 8,9 % (13)  | 17,1 % (27) | 9,2 % (14)  | 2,9 % (4)  | 3,5 % (5) | 1,5 % (2) | 2,6 % (4) | 1,0 % (1) |
| Date            | Institut de sondage | VVD         | PvdA        | PVV         | CDA         | SP          | D66         | GL         | CU        | SGP       | PvdD      | 50+       |

## Résultats

### Résultats nationaux
|                           |                                                        |            |       |      |        |               |  |  |  |
| Partis                    | Partis                                                 | Voix       | %     | +/-  | Sièges | +/-           |  |  |  |
|                           | Parti populaire pour la liberté et la démocratie (VVD) | 2 504 948  | 26,58 | 6,09 | 41     | 10            |  |  |  |
|                           | Parti travailliste (PvdA)                              | 2 340 750  | 24,84 | 5,21 | 38     | 8             |  |  |  |
|                           | Parti pour la liberté (PVV)                            | 950 263    | 10,08 | 5,37 | 15     | 9             |  |  |  |
|                           | Parti socialiste (SP)                                  | 909 853    | 9,65  | 0,17 | 15     | en stagnation |  |  |  |
|                           | Appel chrétien-démocrate (CDA)                         | 801 620    | 8,51  | 5,10 | 13     | 8             |  |  |  |
|                           | Démocrates 66 (D66)                                    | 757 091    | 8,03  | 1,08 | 12     | 2             |  |  |  |
|                           | Union chrétienne (CU)                                  | 294 586    | 3,13  | 0,11 | 5      | en stagnation |  |  |  |
|                           | Gauche verte (GL)                                      | 219 896    | 2,33  | 4,34 | 4      | 6             |  |  |  |
|                           | Parti politique réformé (SGP)                          | 196 780    | 2,09  | 0,35 | 3      | 1             |  |  |  |
|                           | Parti pour les animaux (PvdD)                          | 182 162    | 1,93  | 0,63 | 2      | en stagnation |  |  |  |
|                           | 50 Plus (50+)                                          | 177 631    | 1,88  | Nv.  | 2      | 2             |  |  |  |
|                           | Parti pirate (Piraten)                                 | 30 600     | 0,32  | 0,21 | 0      | en stagnation |  |  |  |
|                           | Autres                                                 | 58 055     | 0,62  | -    | 0      | en stagnation |  |  |  |
|                           |                                                        |            |       |      |        |               |  |  |  |
| Suffrages exprimés        | Suffrages exprimés                                     | 9 424 235  | 99,60 |      |        |               |  |  |  |
| Votes blancs et invalides | Votes blancs et invalides                              | 37 988     | 0,40  |      |        |               |  |  |  |
| Total                     | Total                                                  | 9 462 223  | 100   | -    | 150    | en stagnation |  |  |  |
| Abstentions               | Abstentions                                            | 3 227 587  | 25,43 |      |        |               |  |  |  |
| Inscrits / participation  | Inscrits / participation                               | 12 689 810 | 74,57 |      |        |               |  |  |  |

Parti arrivé en tête dans chaque commune.
Résultats détaillés par province.

### Analyses

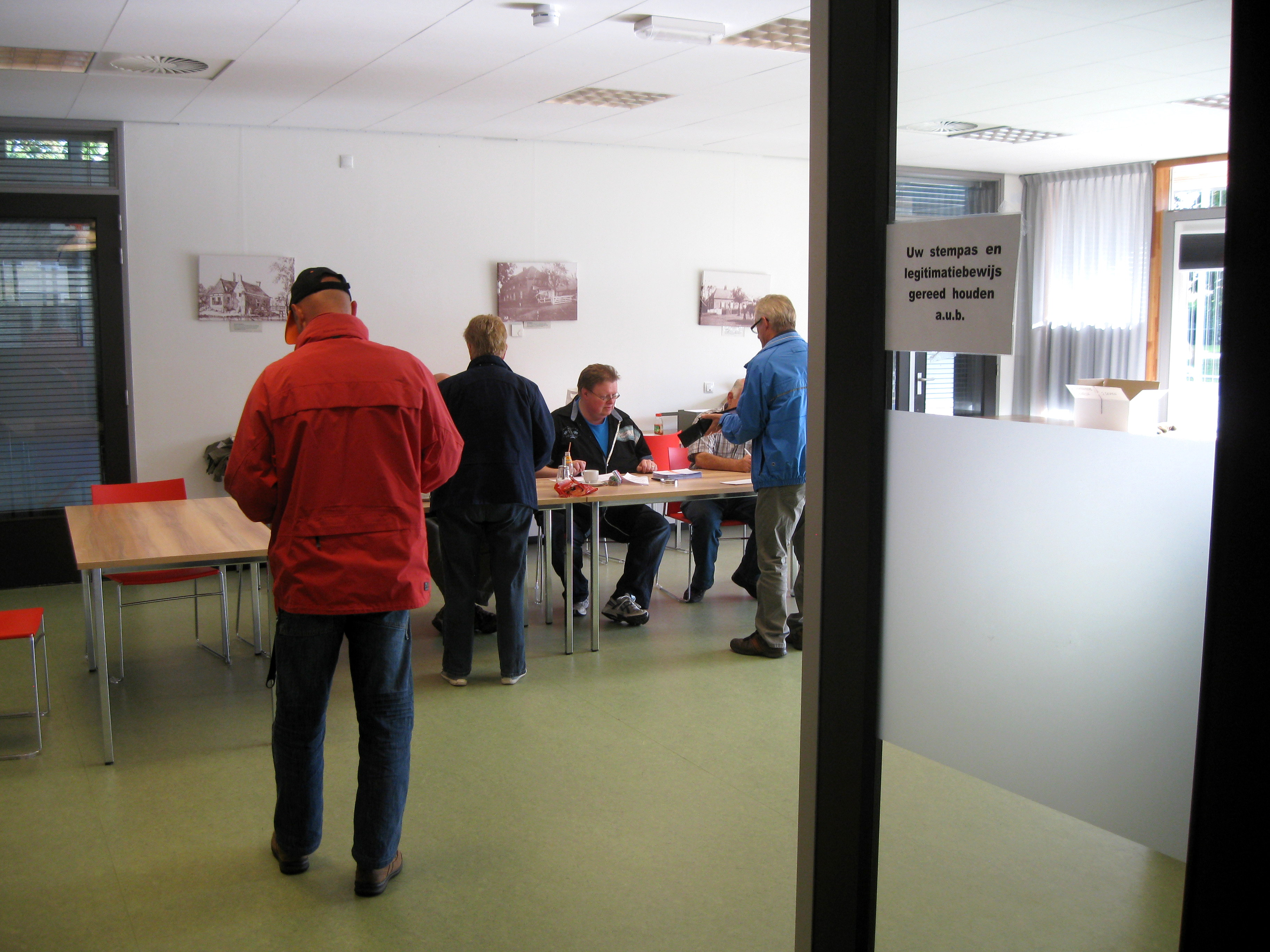
Bureau de vote à Silvolde, dans la province de Gueldre.

Ces élections confirment la forte chute de popularité des partis d'extrême droite PVV et chrétien-démocrate CDA. Grâce à une bonne campagne envers les électeurs cibles, le parti représentant les personnes âgées 50 Plus entre au Parlement avec deux sièges, tout comme le Parti pour les animaux, y représentant déjà les intérêts de la faune. Le Premier ministre sortant Mark Rutte est réélu avec trois sièges d'avance sur son principal rival, Diederik Samsom. On observe une confiance renouvelée envers le dirigeant libéral, et une progression des votes pour les intérêts sociaux. Les deux formations gagnent ainsi respectivement 6 et 5 points de pourcentage par rapport aux dernières législatives.

### Formation du cabinet
Le 13 septembre, la présidente de la Seconde Chambre, Gerdi Verbeet, après consultation de tous les partis, nomme Henk Kamp, ministre des Affaires sociales et membre du VVD, éclaireur (verkenner). Celui-ci rencontre tous les partis dès le lendemain, tous recommandant la formation d'un gouvernement de coalition entre les libéraux et les travaillistes, le SP suggérant que le CDA s'y ajoute.
Après avoir tenu, le 17 septembre, des entretiens fructueux avec Mark Rutte et Diederik Samsom, il rencontre, le lendemain, qui tombe le Prinsjesdag, le président de la Première Chambre des États généraux, Fred de Graaf. Le 20 septembre, à l'issue d'un débat à la Seconde Chambre, Kamp est nommé informateur, en binôme avec Wouter Bos, ancien ministre des Finances et chef politique du PvdA, en vue de former une alliance réunissant les libéraux et les travaillistes.
Le 1er octobre, un accord sur une modification du budget pour 2013 est trouvé, augurant de la réussite future des discussions. Les médias révèlent, le 25 octobre, qu'un nouvel accord est intervenu entre le VVD et le Parti du travail sur de nombreux sujets économiques, notamment la réforme du marché du travail et la fiscalité du logement, ce qui présagerait de la signature rapide du contrat de coalition.
Le 5 novembre, le cabinet Rutte II prend officiellement ses fonctions. Il est composé, outre Mark Rutte au poste de Premier ministre des Pays-Bas, de six libéraux et six travaillistes. Diederik Samsom n'en fait cependant pas partie, le poste de vice-Premier ministre revenant à Lodewijk Asscher, ancien bourgmestre d'Amsterdam par intérim.